# 1972年夏季奥林匹克运动会巴拿马代表团
1972年夏季奥林匹克运动会巴拿马代表团是巴拿马派出的1972年夏季奥林匹克运动会代表团。